# Sedna (database)
Sedna è un database management system open source studiato per memorizzare e manipolare direttamente dati XML.
È un database XML nativo, ossia non consiste in un wrapper che trasforma i dati XML in tuple memorizzate in realtà in un database relazionale, ma memorizza i tag in una struttura ad albero che rappresenta direttamente quella del file XML.

## Struttura interna
Per memorizzare un albero XML Sedna usa dei blocchi di byte all'interno di un file collegati tra di loro tramite dei puntatori memorizzati a loro volta in liste bidirezionali.
Questo approccio, seguito da altri database non relazionali come Neo4j, permette una grande scalabilità, poiché il tempo necessario a trovare un elemento figlio o un attributo dipende dal numero di figli o attributi del nodo corrente piuttosto che dalle dimensioni totali dell'albero.